# أشماد جوفريانتو
أشماد جوفريانتو (بالإندونيسية: Ahmad Jufrianto) (7 فبراير 1987 إندونيسيا - ) هو لاعب كرة قدم إندونيسي، يلعب كمدافع.

## روابط خارجية
- أشماد جوفريانتو على موقع قاعدة بيانات كرة القدم.إي يو (الإنجليزية)
- أشماد جوفريانتو على موقع ناشيونال فوتبول تيمز (الإنجليزية)
- أشماد جوفريانتو على موقع Soccerway.com (الإنجليزية)